# Стильське відслонення
Сти́льське відсло́нення — один з об'єктів природно-заповідного фонду Донецької області, геологічна пам'ятка природи загальнодержавного значення.

## Розташування
Розташоване у Старобешівському районі Донецької області у північно-східній частині Стильського водосховища (річка Мокра Волноваха) на лівому березі в 2-х км на південний захід від села Стила на землях Стильської сільської ради. Координати: 47° 40' 45" північної широти, 37° 49' 08" східної довготи.

## Історія
Статус пам'ятки природи присвоєно розпорядженням Ради Міністрів УРСР від 14 жовтня 1975 року. — 780-р.
У 2008 році Стильське оголення потрапило до Топ-100 всеукраїнського конкурсу «Сім природних чудес України».

## Мета
Мета створення пам'ятки природи — збереження ділянки відкритого розрізу як ілюстрації карбонатної товщі нижнього карбону Донбасу у взаємовідношенні з верхнім девоном, в відслоненнях якого багато решток викопних рослин і тварин.

## Завдання
Основним завданням пам'ятки природи є:
- створення умов для збереження в природному стані унікальних у природоохоронному, науковому, пізнавальному та естетичному відношенні геологічного утворення;
- поширення екологічних знань серед населення регіону;
- підтримання загального екологічного балансу в регіоні.

## Загальна характеристика
Площа — 25 га. У Стильського відслонення спостерігається розріз відкладів верхнього девону і карбонатної товщі нижнього карбону.
У Стильського відслонення на поверхню вийшли зелені й бурі пісковики змішані з вулканічними бомбами, а також зелені яшмовидні крем'янисті сланці. Тут можна знайти велику кількість відбитків лепідодендропсісів — рослин девонського геологічного періоду.
Вище пісковиків і сланців містяться поклади вапняків, які були утворені з уламків скелетів морських тварин і раковин. Вапнякові скелі сягають одинадцятиметрової висоти. В результаті повітряної ерозії вапнякові скелі мають химерні форми.